# おから (漫画家)
おからは、日本の漫画家。男性。
主に青年誌で活躍する。

## 作品

### 単行本
- 限定彼女 ISBN 4862693091 (2014/5/31発売）

### その他
- とある科学の超電磁砲8巻巻末イラスト（2012年10月）